# Trebuhodlačniki
Trebuhodlačniki (znanstveno ime Gastrotricha, grško: gaster »trebuh«, thrix »dlaka«) so deblo mikroskopskih živali, ki jih najdemo v sladki vodi in tudi morskem okolju. So ravninsko simetrični in imajo razvita prebavila. Telo je prekrito z dlakami, predvsem okrog ust in ima dva izrastka, ki služita kot cevki za prisesanje. Kot večina mikroskopskih živali, se gibljejo predvsem s pomočjo hidrostatike, razmnožujejo pa se partenogenetsko (z delitvijo - nespolno). Genetske raziskave jih uvrščajo med bližnje sorodnike ploskih črvov. Poznamo okrog 450 vrst. Njihova življenjska doba je zelo kratka, znaša okrog tri dni.